# Reforma Eugènica de l'Avortament (1937)
La Reforma Eugènica de l'Avortament fou un decret de la Generalitat de Catalunya aprovat el 25 de desembre de 1936, i publicat el 9 de gener de 1937 al Diari Oficial de la Generalitat de Catalunya. El decret fou signat pel conseller primer, Josep Tarradellas i Joan, i pels consellers de Sanitat i Assistència Social, Pere Herrera, de la Confederació Nacional del Treball (CNT), i de Justícia, Rafael Vidiella, de la Unió General de Treballadors (UGT). Amb l'aprovació d'aquest decret, Catalunya es posava a l'avantguarda europea en la legislació sobre l'avortament.

## Història
La Constitució republicana va ser la primera i suprema norma legal que va consagrar el principi d'igualtat de l'home i la dona davant la llei. L'article 25 de la Constitució de 1931 declarava que el sexe no podia ser fonament de privilegi jurídic; en aquesta línia el seguien dos articles més: l'article 40 tractava de l'admissió de tots ciutadans, sense distinció de sexe, en les ocupacions i càrrecs públics, i l'article 46 assenyalava l'obligació de l'Estat de regular el treball de les dones i protegir la maternitat. El govern de la República va mantenir tipificat l'avortament com a delicte, però no el govern de la Generalitat de Catalunya, que es va desmarcar dels postulats del Codi Penal amb l'aprovació del decret d'interrupció artificial de l'embaràs el 25 de desembre de 1936.
El decret s'inscrivia dins de les mesures de reforma sanitària que el Govern autònom català havia engegat des de la proclamació de Segona República. La Conselleria de Sanitat i Assistència va declarar una guerra total contra determinades malalties com eren les de transmissió sexual, la lluita antivenèria antituberculosa, antileprosa, antipalúdica, antirràbica, antivaricosa, entre d'altres.
El decret català que va legalitzar la interrupció artificial de l'embaràs va acceptar les raons d'ordre terapèutic, eugènic o ètic. La nova normativa reconeixia el dret de la dona a l'avortament voluntari i incorporà la interrupció artificial de l'embaràs en el Servei Sanitari de la Generalitat. L'autor d'aquesta primera norma sobre la interrupció voluntària de l'embaràs fou el doctor Fèlix Martí Ibáñez.
Félix Martí Ibáñez, metge i sexòleg afiliat a la CNT, fou un pioner en abordar la sexologia a la dècada dels anys 30. Va ser director general de Sanitat i Assistència Social de la Generalitat de Catalunya, càrrec des del qual va impulsar la reorganització dels serveis sanitaris a Catalunya, engegant un nou sistema de medicina social i preventiva. Entre els seus projectes, destaca la creació de deslliuradors per a prostitutes, de centres d'informació sexual per a joves i un Institut de Ciències Sexuals. L'any 1937 fou nomenat sotssecretari de Sanitat del Govern de la República.
A la ciutat de Barcelona es va autoritzar la interrupció de l'embaràs a la Casa de la Maternitat, a l'Hospital a general de Catalunya (Hospital de Sant Pau), a l'Hospital Clínic i a l'hospital Cardenal.